# Bo Giertz översättning av Nya testamentet
Bo Giertz översättning av Nya testamentet är en översättning till svenska av hela Nya testamentet som publicerades i början av 1980-talet. Det var strax innan Bibelkommissionen utkom med sin nyöversättning av Nya testamentet (NT 81). Giertz valde att översätta Nya testamentet för att ha en modern översättning att utgå från när han författade kommentarer till Nya testamentets alla böcker.
Enligt Birger Olsson, professor emeritus i Nya testamentets exegetik och ledamot av Bibelkommissionen, är Giertz översättning av NT nog den mest idiomatiska som utgivits på svenska. Det innebär att Giertz vid svåröversatta textstycken prioriterat begriplighet och att förmedla innebörden i grundtexten före linjär översättning. 
Översättningen var främst tänk för enskild läsning och språket är därför vardagligare än en ”kyrkobibel” vars text ska högläsas i kyrkan.